# なぜなぜ分析
なぜなぜ分析（なぜなぜぶんせき）とは、ある問題とその問題に対する対策に関して、その問題を引き起こした要因（『なぜ』）を提示し、さらにその要因を引き起こした要因（『なぜ』）を提示することを繰り返すことにより、その問題への対策の効果を検証する手段である。トヨタ生産方式を構成する代表的な手段の一つである。

## 方法
- まず、問題となる事象を提示する。このとき、次に提示する『なぜ』との論理的なつながりを明確にするため、問題点を絞っておくことが望ましい。
- 次に、その事象が発生するに至った要因を提示する。これが1回目の『なぜ』である。要因はひとつだけとは限らない。また、事象に対して、論理的なつながりがなければならない。
- 次に、各要因ごとに、それが発生するに至った要因を提示する。これが2回目の『なぜ』である。1回目と同様、ひとつだけとは限らず、また、論理的なつながりがなければならない。
- 同様にして、3回目の『なぜ』の提示、4回目の『なぜ』の提示…を繰り返していく。

当初トヨタ自動車ではこの方法を広めるにあたって『なぜ』を5回繰り返すことを推奨していたが、様々な分野で使うようになった現在では、必ずしも5回にこだわる理由はなく、真因に辿り着いたかどうかが大切とされる。
いつ繰り返しを止めれば良いのかというのは難しい問題である。現実的には「提示した対策によって対象となる要因を取り除くことが、最初に提示した問題の解消へとつながることを論理的に説明できる段階」が一つの目安となる。
『なぜ』を繰り返すうちに、回避不可能な「事象」や「制度」などが要因として提示されることがある。事象が回避不能な場合は、繰り返しを止める。ただし、なぜを繰り返していると、回避不能だと思っていたのが思い込みで、回避方法が見つかる場合もある。

## 利用場面
問題の分析のような後ろ向きのなぜなぜ分析ばかりしていると、発想が貧困になり、成果があがらないことがある。そのため、なぜなぜ分析には問題の分析以外にも以下のような用途がある。

### 商品の改良のためのなぜなぜ分析
商品、サービス、作業をなぜ実施しているかを考えることにより、改良のきっかけを作る。商品の「なぜ」が分かると商品の目的とする効果がより先鋭化される。

### 教育のためのナゼナゼ分析
教育をなぜ実施するのかを考えることにより、教育の効果をあげる。教育項目、教材の「なぜ」がわかると、内容の理解を促進する。

### 施設の危険箇所に対するナゼナゼ分析
段差による転倒、上方不注意による頭部負傷などに対する事故の原因を施設側に不備があると考えることで、負傷者以外の訪問者（部外者）、人事異動による転入者（注意箇所の引継ぎ漏れ）による二度目の負傷事故を防止することが出来る。例えば、危険箇所の付近に注意喚起札や危険箇所をペンキやテープ等で危険表示し気付けるようしたり、危険箇所の撤去によるバリアフリー化すること。また、危険箇所の明示やバリアフリー化に対する必要性が明確化でき、予算書や稟議書が作りやすくなる。
ただし注意点として、負傷者の失態へと追求し解決させた場合は、施設改修の費用を抑えることができるが、根本原因を個人に転嫁しただけで原因は放置状態となる。また。負傷者の失態を追求すると、ソクラテスの「無知の知の追求」の様に追求者側が憎まれやすくなり人間関係が悪化しやすい。つまり、職場環境が悪化しイジメの発生や、話を聞かない上司として部下のトラブル隠蔽が生まれやすい職場環境になる。なので、個人の失態に原因が向いた場合は、施設の不備が無かったか再検討する必要がある。